# Ґуанахуато (рудний район)
Ґуанахуато (Guanajuato) — великий рудний золото-срібний район в Мексиці.

## Історія
Експлуатується бл. 400 років. Видобуто 33 тис. т срібла і бл. 135 т золота.

## Характеристика
Приурочений до крила великої антиклінальної структури, складеної мезозойськими метамор-фізов. ріолітами, філітовими сланцями, базальтами, третинними конгломератами, ефузивними ріолітами і андезитами, прорваними мезозойсько-третинними інтрузіями гранітів і монцонітов. Рудні тіла утворюють три рудних пояси: Гуанахуато (інша назва — Вета-Мадре; довжина 24 км), Санта-Роса-Ель-Монте-Перегріна, або С'єрра (13 км), і Ла-Лус (8 км). Довжина рудних тіл до 500 м. Вміст срібла 300 г/т, золота 2 г/т. Рудні мінерали: пірит, аргентит, хлораргірит, акантит, агвіларит, науманіт, самородне золото, електрум, халькопірит, ґаленіт, сфалерит, кварц, кальцит, адуляр. Розвідані запаси руди 2,6 млн т (1980).
Вета-Мадре (ісп. «материнська жила») вважається однією з найбільших срібних жил світу. В північно-західній частині вона навіть вважалась пластовою, сягаючи суцільної товщини на руднику Валенсіана близько 150 м.

## Технологія розробки
Родов. розробляються шахтами. Система розробки — механіз. шарова виїмка із закладанням. Збагачення — флотацією, подальша переробка -пірометалургійним способом. Вилучення срібла в концентрат — 89 %, золота — 92 %.